# Haitispecht

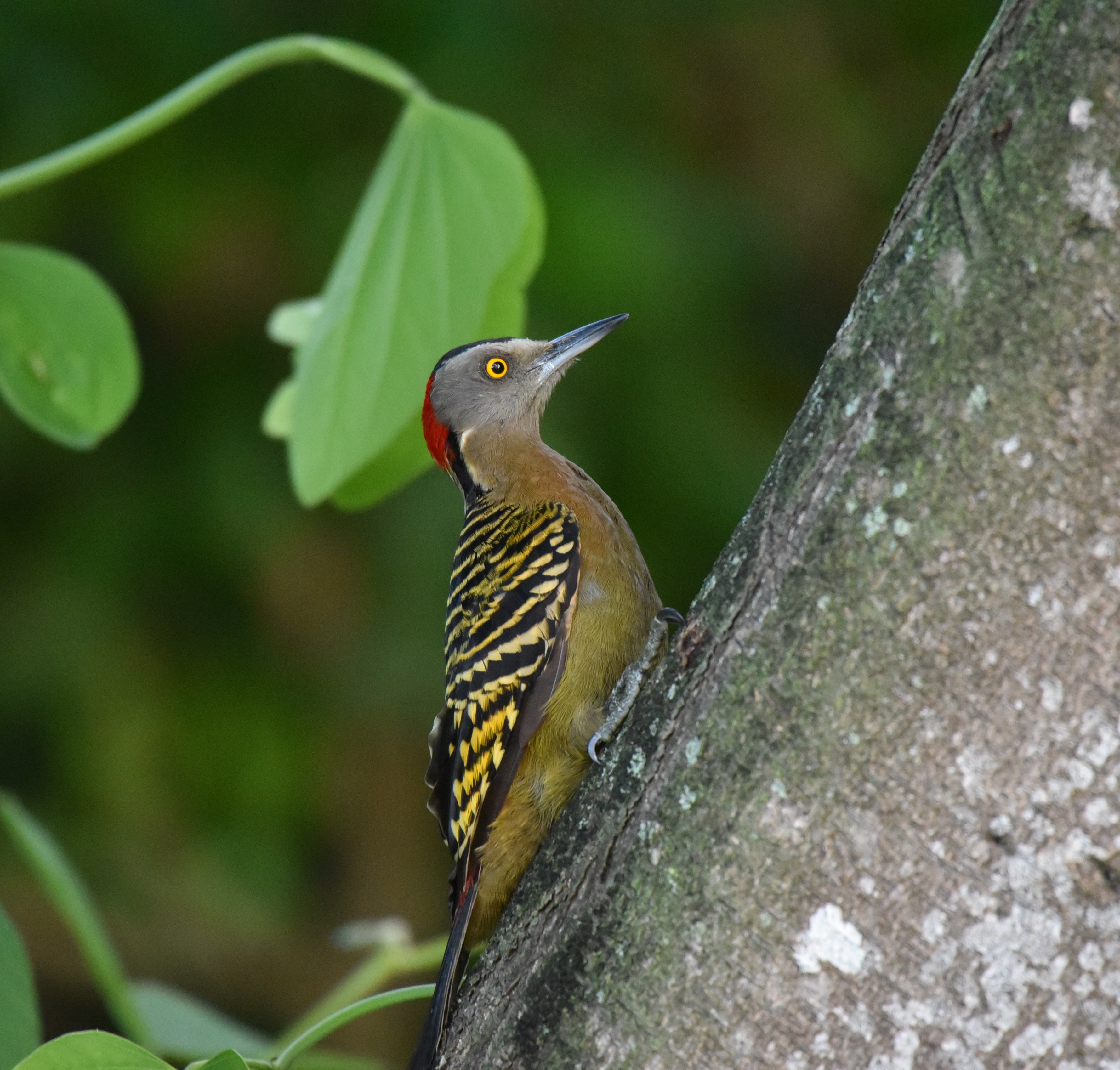
Haitispecht in Punta Cana, Dominikanische Republik

Der Haitispecht (Melanerpes striatus) ist eine Vogelart aus der Familie der Spechte (Picidae). Er ist ein Endemit der Karibikinsel Hispaniola und der südlich davon gelegenen, unbewohnten Isla Beata.

## Beschreibung
Die Tiere haben eine Körperlänge von 20 bis 24 cm. Der Rücken ist gelb-schwarz quergebändert. Kopf und Wangen sind mit Ausnahme von Stirn und Scheitel grau, der Bauch ist gelblich oder ockerfarben. Die Oberseite des Schwanzes ist schwarz, der Bürzel rot. Männchen erreichen ein Gewicht von 83 bis 92 g, Weibchen bleiben mit 65 bis 75 g leichter. Die Art zeigt wie viele Spechte einen deutlichen Geschlechtsdimorphismus. Der Schnabel der Weibchen ist bis zu 21 % kürzer als der der Männchen. Außerdem sind Stirn und Scheitel bei Männchen rot, bei Weibchen schwarz.

## Lebensraum
Der Haitispecht bewohnt Sumpfwälder, Mangroven und trockenes Buschland im Tiefland sowie feuchte Bergwälder. Besonders häufig ist er in vom Menschen geprägter Kulturlandschaft, auf Bäumen und Palmen am Rand der Dörfer und Städte.

## Ernährung
Der Haitispecht ernährt sich von Insekten, vor allem von Käfern. Daneben werden auch Schmetterlinge, Ameisen, Spinnentieren, Skorpione, kleine Echsen (z. B. Anolis), Früchte und Samen gefressen. Die Vögel suchen ihre Nahrung allein, paarweise und auf fruchtenden Bäumen auch in großen Gruppen. Die Nahrung wird vor allem in Höhen von 7 bis 20 m gesucht. Um Früchte oder die Zapfen von Kiefern zu erreichen, hängen die Vögel oft mit dem Kopf nach unten. Männchen haben ein anderes Beutesuchverhalten als die Weibchen und nutzen ihren Schnabel doppelt so häufig hackend, oft um Holz zu zerspanen.

## Fortpflanzung
Haitispechte brüten das ganze Jahr über, Hauptbrutzeit sind jedoch die Monate Februar bis Juli. Sie brüten einzeln oder in Kolonien mit 3 bis 26 besetzten Höhlen in ein bis drei zusammenstehenden Bäumen. Dabei nisten die dominanten Paare in den höchsten Höhlen. Die Höhlen werden von beiden Geschlechtern, vor allem aber vom Männchen in 2 bis 11 m Höhe vor allem in toten Bäumen, aber auch in toten und lebenden Palmen, säulenförmigen Kakteen und Telegrafenmasten gebaut. Die Nisthöhle hat einen Durchmesser von 7 bis 9 cm. Das Gelege umfasst 4 bis 6 Eier, Brut- und Nestlingsdauer sind nicht dokumentiert. Die Jungvögel werden von beiden Geschlechtern gefüttert, durchschnittlich alle 6 bis 8 Minuten.

## Verhältnis zum Menschen
In der Dominikanischen Republik verursacht der Haitispecht Schäden in Kakaoplantagen. Er hackt Löcher in die Schale der Früchte, um das die Samen umgebende Fruchtfleisch zu fressen, wodurch Schädlinge und Mikroorganismen eindringen können. Eine Untersuchung zur Schadwirkung des Haitispechts zeigte, dass 3,5 bis 3,7 % der untersuchten Früchte beschädigt wurden.